# Stimulációk
A Stimulantia egy 1967-ben bemutatott svéd filmantológia, melyben hét rendező működött közre: Hans Abramson, Hans Alfredson, Arne Arnbom, Ingmar Bergman, Tage Danielsson, Jörn Donner, Lars Görling, Gustaf Molander és Vilgot Sjöman.

## Szereposztás
| Színész            | Karakter           |
| ------------------ | ------------------ |
| Hans Abramson      | Narrátor           |
| Hans Alfredson     | Jacob Landelius    |
| Harriet Andersson  | Nő a hotelszobában |
| Ingrid Bergman     | Matilda Hartman    |
| Gunnar Björnstrand | Paul Hartman       |
| Gunnel Broström    | Jeanette Ribbing   |
| Lars Ekborg        | Svensk úr          |
| Lena Granhagen     | Sofi Lundblad      |
| Inga Landgré       | Margareta Svensk   |

## Fordítás
Ez a szócikk részben vagy egészben  a   Stimulantia című angol Wikipédia-szócikk fordításán alapul.  Az eredeti cikk szerkesztőit annak laptörténete sorolja fel. Ez a jelzés csupán a megfogalmazás eredetét és a szerzői jogokat jelzi, nem szolgál a cikkben szereplő információk forrásmegjelöléseként.